# DOL - Den Offentlige Lederuddannelse
DOL – Den Offentlige Lederuddannelse er en certificeret diplomuddannelse udarbejdet af KL, Danske Regioner og Finansministeriet/Personalestyrelsen. DOL er et lederudviklingsforløb for medarbejdere i den offentlige sektor og derfor målrettet de problemstillinger, man som leder møder i en politisk styret organisation. 
Uddannelsen kræver, at man optjener 60 ECTS fordelt på tre grundmoduler, tre valgfag og et speciale. Et uddannelsesforløb varer typisk 3-4 år men man kan vælge at strække modulerne ud over i alt 6 år. 

## Ekstern henvisning
- Den Offentlige Lederuddannelse Arkiveret 14. februar 2011 hos  Wayback Machine

| Skole | Spire Denne artikel om en skole, en uddannelsesinstitution eller uddannelse er en spire som bør udbygges. Du er velkommen til at hjælpe Wikipedia ved at udvide den. |